# Martineziana dutertrei
Martineziana dutertrei är en skalbaggsart som beskrevs av Fortuné Chalumeau 1983. Martineziana dutertrei ingår i släktet Martineziana och familjen Aphodiidae. Inga underarter finns listade i Catalogue of Life.